# Memorial Marco Pantani 2014
Il Memorial Marco Pantani 2014, undicesima edizione della corsa e valida come evento dell'UCI Europe Tour 2014 categoria 1.1, si svolse il 20 settembre 2014, per un percorso totale di 189,8 km. Fu vinto dall'italiano Sonny Colbrelli che giunse al traguardo con il tempo di 4h34'49" alla media di 41,43 km/h.
Al traguardo 54 ciclisti portarono a termine la gara.

## Squadre e corridori partecipanti
| N.      | Cod. | Squadra                      |
| ------- | ---- | ---------------------------- |
| 1-8     | ITA  | Selezione Italia             |
| 11-18   | RUS  | Selezione Russia             |
| 21-28   | CAN  | Cannondale                   |
| 31-38   | COL  | Colombia                     |
| 41-48   | AND  | Androni Giocattoli-Venezuela |
| 51-58   | BAR  | Bardiani-CSF                 |
| 61-68   | NRI  | Neri Sottoli                 |
| 71-78   | CCC  | CCC Polsat-Polkowice         |
| 81-88   | CJR  | Caja Rural-Seguros RGA       |
| 91-98   | TNE  | Team NetApp-Endura           |
| 101-108 | MTN  | MTN-Qhubeka                  |
| 111-118 | WGG  | Wanty-Groupe Gobert          |
| 121-128 | AS2  | Continental Team Astana      |

| N.      | Cod. | Squadra                |
| ------- | ---- | ---------------------- |
| 131-138 | TIK  | Itera-Katusha          |
| 141-148 | UNA  | Utensilnord            |
| 151-158 | MAE  | Marchiol-Emisfero      |
| 161-168 | VHS  | Vega-Hotsand           |
| 171-178 | AZT  | Area Zero Pro Team     |
| 181-188 | MGK  | MG Kvis-Trevigiani     |
| 191-198 | MKT  | Meridiana-Kamen Team   |
| 201-208 | CEF  | Nankang-Fondriest      |
| 211-218 | IDE  | Team Idea              |
| 221-228 | AMO  | Amore & Vita-Selle SMP |
| 231-238 | VFN  | Vini Fantini-Nippo     |
| 241-248 | RSW  | Gourmetfein Wels       |

## Ordine d'arrivo (Top 10)
| Pos. | Corridore          | Squadra      | Tempo    |
| ---- | ------------------ | ------------ | -------- |
| 1    | Sonny Colbrelli    | Bardiani-CSF | 4h34'49" |
| 2    | Grega Bole         | Vini Fantini | s.t.     |
| 3    | Fabio Chinello     | Area Zero    | s.t.     |
| 4    | Rafael Andriato    | Neri Sottoli | s.t.     |
| 5    | Davide Viganò      | Caja Rural   | s.t.     |
| 6    | Simone Ponzi       | Neri Sottoli | s.t.     |
| 7    | Federico Zurlo     | Sel. Italia  | s.t.     |
| 8    | Maciej Paterski    | CCC Polsat   | s.t.     |
| 9    | Antonio Parrinello | Androni      | s.t.     |
| 10   | Manuel Belletti    | Androni      | s.t.     |